# Digital Anvil
Digital Anvil — компанія-розробник ігор для ПК. Її було засновано 1996 року, коли творець Wing Commander Кріс Робертс покинув Origin Systems, Inc. разом із Мартеном Девісом, Ерін Робертс, Еріком Петерсоном, Тоні Зуровеком і багатьма іншими співробітниками. Їхньою першою випущеною грою була Starlancer, розроблена спільно з Warthog Games.
Девіс обіймав посаду президента студії від її заснування до лютого 2000 року, коли було оголошено про його відхід. У червні 2000 року Microsoft почала переговори про купівлю Digital Anvil. Робертс зізнався, що його команда потребувала великих коштів, які могла надати лише величезна компанія. Придбання Digital Anvil компанією MGS було завершено в грудні того ж року.

## Мета компанії
Згідно зі словами Кріса Робертса, Digital Anvil було створено для повернення елементу «малої команди», який характеризував комп'ютерну ігрову індустрію протягом 1980-х. Спочатку було анонсовано чотири проєкти: Conquest: Frontier Wars — гра у стилі Command & Conquer, дія якої відбувалася б у космосі, Loose Cannon — перегонова гра, подібна до пізніших Driver і Grand Theft Auto, Starlancer — космічна бойова гра у традиціях Wing Commander, а також флагман компанії Freelancer — амбітна неофіційна доробка Wing Commander: Privateer.

## Історія
Першою грою, яку випустила Digital Anvil, була Starlancer, розроблена в партнерстві з Warthog Games. Її було випущено Microsoft для дуже твердих відгуків, а загальні продажі були пристойними з близько 700 тис. проданих одиниць[джерело?].

### Microsoft
Digital Anvil було придбано Microsoft 5 грудня 2000 року. Одним із наслідків придбання Digital Anvil була перестановка розроблюваних проєктів. Conquest: Frontier Wars і Loose Cannon були зняті компанією, а надалі підібрані Ubisoft Entertainment. Conquest було зрештою випущено 2001 року, але Loose Cannon досі не було випущено, і сумнівно, що це коли-небудь станеться. Багатьох працівників Digital Anvil, які розробляли Loose Cannon, було перерозподілено на флагман компанії Freelancer. Brute Force (ще не анонсована на той час) було змінено з комп'ютерної гри на ексклюзив для Xbox. Серед усіх вироблених продуктів, лише Freelancer уникнув серйозних змін. Співзасновник Кріс Робертс покинув компанію після поглинання Microsoft, але все ще працював консультантом над Freelancer[джерело?].
Digital Anvil також працювала над візуальними ефектами для фільму 1999 року Командир ескадрильї.

### Freelancer
Наступного року Digital Anvil переважно мовчала, і багато хто питався, чи побачать ігри компанії денне світло. Потім, 2001 року, Digital Anvil розкрила полегшений Freelancer ігровій пресі. Хоча деякі з найамбітніших елементів було випущено, це довело, що Freelancer не є vaporware.
У березні 2003 року Freelancer був випущений і одразу став одним із бестселерів місяця. Відгуки були змішаними, але гра була комерційно доброю. У травні того ж року Digital Anvil випустила Brute Force для Xbox. Гра також вийшла досить доброю, посівши рекорди з продажів першого місяця серед ігор для Xbox.
У листопаді 2005 року Microsoft перерозподілила співробітників компанії до своєї штаб-квартири Microsoft Studios. Digital Anvil було офіційно розпущено 31 січня 2006 року.
Ключові особи Digital Anvil згодом об'єдналися зі штатом Warthog Games (зараз відомою як Gizmondo) і створили Embryonic Studios, яку пізніше придбала TT Games 2007 року, аби стати TT Fusion.